# Neil Primrose (hrabia)
Neil Archibald Primrose (ur. 11 lutego 1929, zm. 30 czerwca 2024) – brytyjski arystokrata, syn Harry’ego Primrose’a, 6. hrabiego Rosebery i Evy Bruce, córki 2. barona Aberdare.
W 1931 r. został dziedzicem swojego ojca po przedwczesnej śmierci swojego starszego przyrodniego brata, Archibalda. Neil odmówił przyjęcia zwyczajowego tytułu najstarszego syna hrabiego Rosebery, czyli lorda Dalmeny. Tytułował się lordem Primrose. Wykształcenie odebrał w Stowe i w oksfordzkim New College. Od 1960 r. jest zastępcą Lorda Namiestnika Midlothian. Tytuł hrabiowski odziedziczył po śmierci swojego ojca w 1974 r. Zasiadł wtedy w Izbie Lordow. Zasiadał tam do reformy tej Izby w 1999 r.
22 stycznia 1955 r. poślubił Alison Mary Deidre Reid, córkę Ronalda Reida. Ma z nią jednego syna:
- Harold Ronald Neil Primrose (ur. 20 listopada 1967), lord Dalmeny